# Epitausa livescens
Epitausa livescens là một loài bướm đêm trong họ Erebidae.